# Sejm Żydów Litwy
Sejm Żydów Litwy, Sejm Żydów litewskich, Sejm Głównych Gmin Żydowskich Państwa Litwy (hebr. Waad ha-Kehil(l)ot ha-Riszonot be-M(e)dinat Lite; Waad Litwy) – naczelny organ samorządu Żydów litewskich działający w latach 1623–1764.

## Żydzi na Litwie
Według różnych szacunków przez większy okres istnienia Sejmu Żydów Litwy na terenie Wielkiego Księstwa mieszkało ich od 20 tysięcy (w 1650 roku) do 12 tys. (w 1676 roku). Gwałtowny skok liczebności ludności żydowskiej w całej Rzeczypospolitej nastąpił w okolicach 1760 roku (na Litwie było ich wtedy około 150 tys.). Żydzi osiedlali się początkowo głównie w województwie brzeskim, następnie w okolicach Wilna oraz na Żmudzi. W przeciwieństwie do terenów koronnych zamieszkiwali nie tylko miasta, ale również tereny wiejskie (wg szacunków Marii Cieśli około 40% Żydów zamieszkiwało wsie oraz małe miejscowości). Zorganizowani byli, podobnie jak na ziemiach koronnych, w gminy – tzw. kahały (hebr. קהלה kehilla – zgromadzenie, gmina), na czele których stali seniorzy.

## Powstanie Sejmu Żydów Litwy
Sejm Żydów Litwy powstał w 1623 roku, po odłączeniu się od struktur Sejmu Czterech Ziem (hebr. Waad Arba Aracot) (cztery ziemie, wg Majera Bałabana to Wielkopolska, Małopolska, Ruś i Litwa). Główną przyczyną podziału, według Marka Wisznicera, były różnice kulturowe dzielące Żydów polskich i litewskich, między innymi różnice w języku jidysz, nauce rabinicznej oraz w podejściu do chasydyzmu – krytykowanego przez Żydów litewskich. Zjazd założycielski odbył się w Brześciu w 1623 roku. Podobnie jak Sejm Czterech Ziem, tak Sejm Żydów Litwy miał dwie zasadnicze funkcje. Po pierwsze, zajmował się rozdzielaniem i pobieraniem pogłównego żydowskiego, z którego zbieraniem nie radziła sobie administracja państwowa Rzeczypospolitej. Druga rola Sejmu miała charakter sądowniczy – pełnili ją rabini oraz rektorzy jesziw.

## Organizacja Sejmu Żydów Litwy
Sejm tworzyły początkowo trzy duże okręgowe gminy żydowskie (z podległymi im mniejszymi), czyli Brześć, Grodno i Pińsk. W 1652 roku dołączyła gmina z Wilna, natomiast w 1691 roku ze Słucka. Po uniezależnieniu się od większych okręgów, swoje delegacje wysyłały także kahały nowogrodzki, miński, żmudzki i tzw. Biała Synagoga. Zjazdy w całej historii Sejmu odbywały się 33 razy, najczęściej w Siedlcach, zwykle podczas regionalnych jarmarków. Kadencje delegatów postanowieniem króla Jana III Sobieskiego z 1681 roku trwały 3 lata, jednak nieraz się zdarzało, że podczas całej kadencji nie odbył się żaden lub tylko jeden zjazd (tak było np. w latach 1704–1720, kiedy to Sejm zebrał się tylko raz). Sejm zwoływał senior organizującej go gminy, wysyłając zaproszenie do dwóch grup delegatów. Pierwsza z nich – świecka – składała się z seniorów głównych gmin (którzy zajmowali się tworzeniem ustaw sejmowych oraz kontrolowali realizację podejmowanych na zjeździe uchwał), posłańców (zajmujących się w imieniu poszczególnych gmin, układaniem i rozdzielaniem podatków) oraz obrońców. Druga grupa delegatów – „duchowna” – składała się z rabinów mających kompetencje sądownicze. Do zadań Sejmu, oprócz tych o charakterze podatkowym i sądowniczym, należała budowa podstaw organizacji gmin oraz zajmowanie się sprawami gospodarczymi (handlem i dzierżawą).

## Zakończenie działalności Sejmu Żydów Litwy
Z biegiem czasu Sejm Żydów Litwy (podobnie jak i funkcjonujący na ziemiach polskich Sejm Żydów Korony) zaczął tracić na znaczeniu. W XVIII wieku odbyło się tylko kilka zjazdów. Władze żydowskie zaczęły tracić autorytet i nie były w stanie sprostać zadaniom, w celu realizacji których powstały te instytucje. Ostatnie posiedzenie Sejmu Żydów Litewskich odbyło się w 1761 roku. W 1764 roku Sejm konwokacyjny rozwiązał sejmy żydowskie jako nie potrafiące skutecznie zbierać podatków od Żydów.